# Lantras

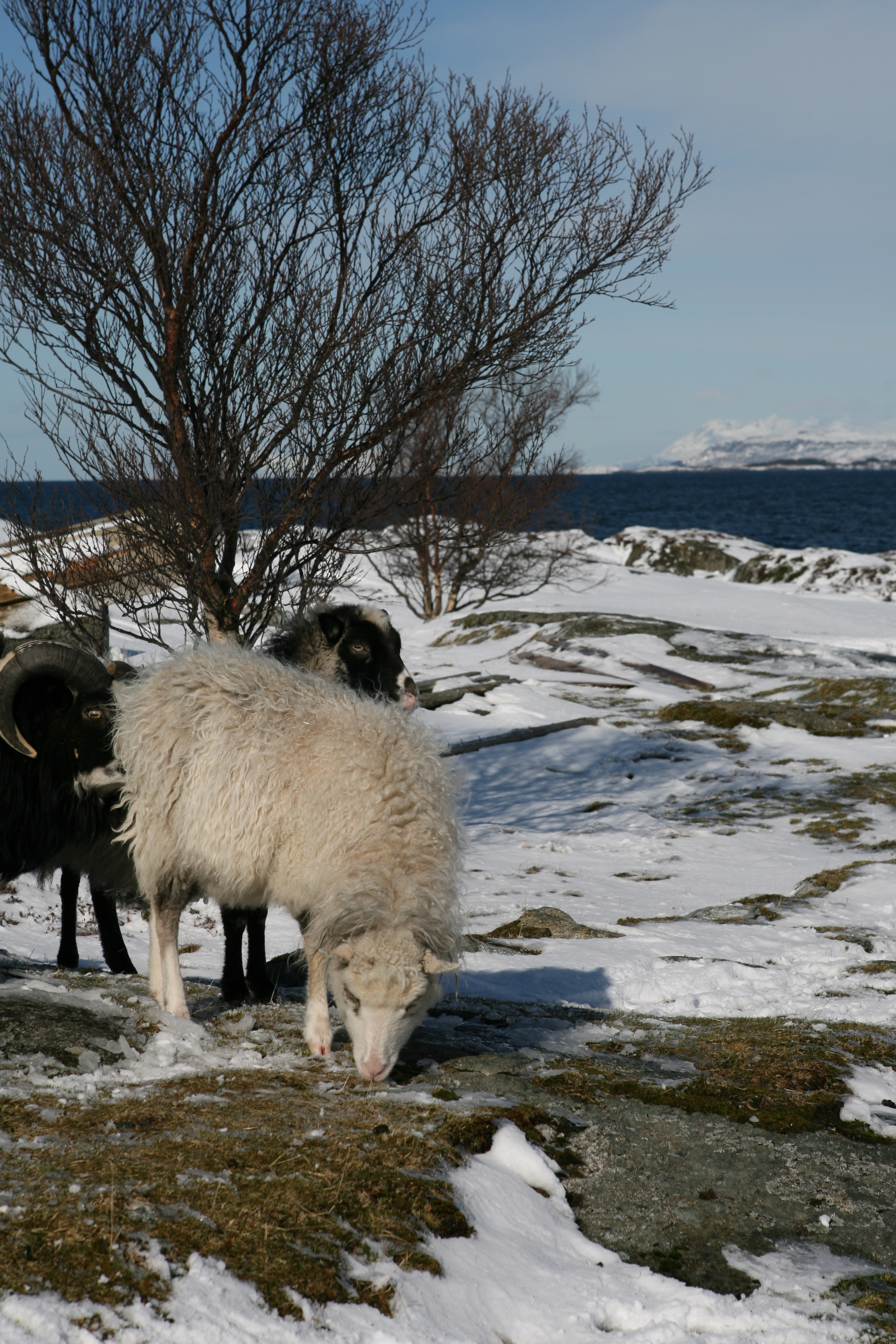
Spælsau är en kortsvansad norsk lantras av får som härstammar från norska kustområden.

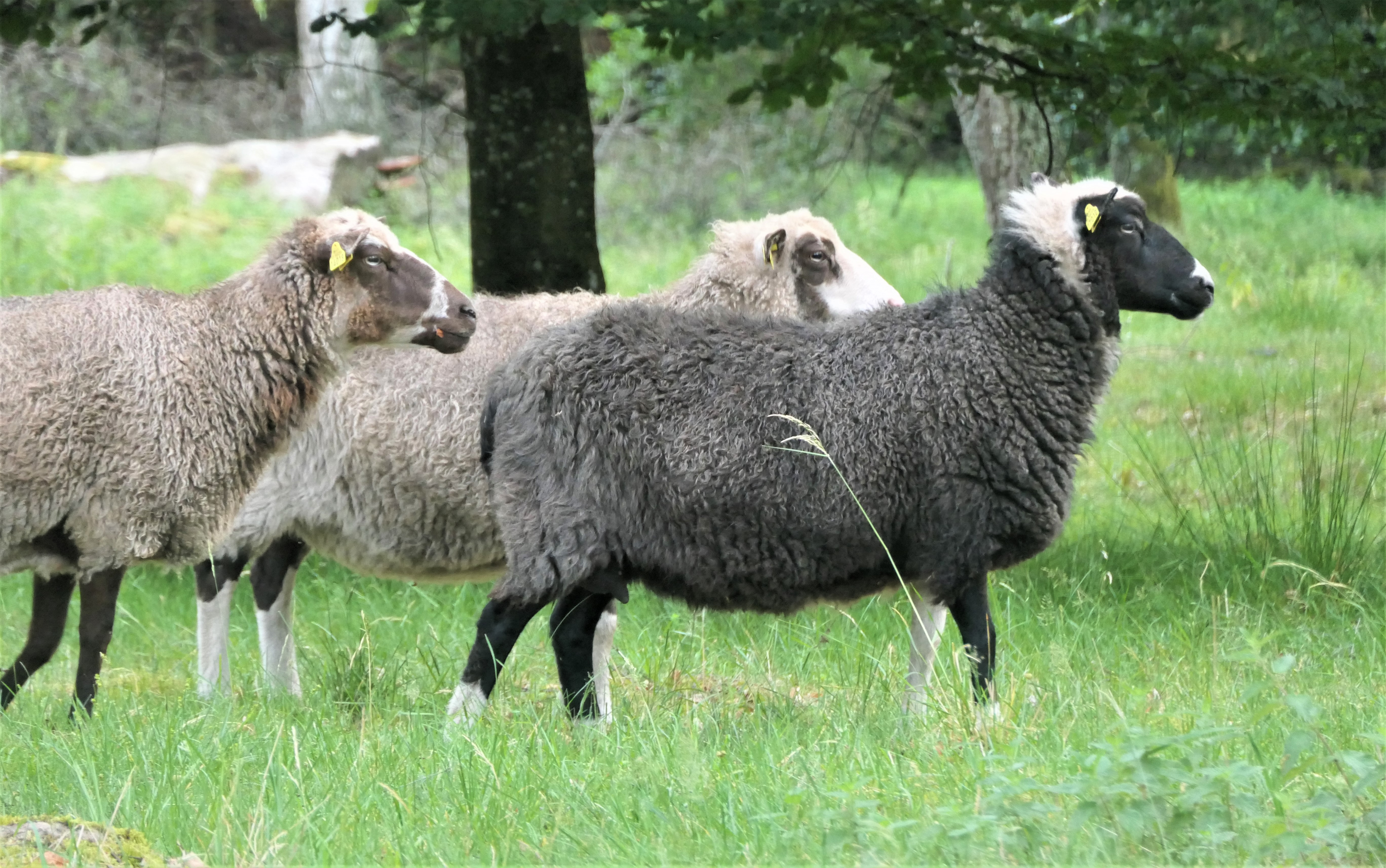
Värmlandsfåret är en svensk lantras, som härstammar från en fårbesättning i Osebol i norra Värmland, i närheten av Stöllet.

Lantras är en husdjursras som ursprungligen kommer från ett begränsat område och som där funnits så pass länge att den till stora delar anpassat sig genetiskt till den lokala miljön. Många av de gamla  produktionsdjuren har ersatts med högproducerande raser vilket har gjort att många av de gamla lantraserna idag är hotade eller utrotade. 
En definition av begreppet lantras är: ”En lantras kan definieras som en population som levt tillräckligt länge i ett område för att ha hunnit anpassa sig till områdets olika förhållanden. Detta beroende av och anpassning till hemområdet, ’torvan’, är lantrasens främsta egenskap." (Håkan Hallander, 1998).
Lantrasernas arvsanlag och egenskaper har utvecklats till följd av en lång tids anpassning till vissa områden. Några av lantraserna har blivit föremål för människans särskilda intresse genom att utvecklingen av deras nyttiga egenskaper underlättats genom urval av avelsdjur samt ändamålsenlig uppfödning och användning. Skillnaden mellan de moderna husdjurens produktionsraser och lantraserna är att de förstnämnda i högre utsträckning än lantraserna är avlade för en viss produktionsinriktning. 
Varje land har enligt Riokonventionen ett ansvar att bevara landets lantraser. I Sverige är Jordbruksverket ansvarsmyndighet för detta, och de raser som uppfyller kriterierna för att anses som bevarandevärda kallas för svenska lantraser.